# Tribunales de la Niñez y Adolescencia (Guatemala)
Los Tribunales de la Niñez y Adolescencia son tribunales especializados de jurisdicción privativa que conoce todo lo relacionado en materia de protección legal de la niñez y la adolescencia del país. Estos tribunales tienen su fundamento legal en el Decreto 27-2003 del Congreso de la República, Ley de Protección Integral de la Niñez y la Adolescencia.

## Competencia
Los tribunales de la Niñez y la Adolescencia tienen la competencia por razón del territorio, la cual debe ser determinada:
1. Para los niños, niñas y adolescentes cuyos derechos sean amenazados o violados:
  1. Por el domicilio de los padres o responsables.
  2. Por el lugar donde se encuentra el niño, niña y adolescente, cuando falten los padres o el responsable.
  3. Por el lugar donde se realizó el hecho.
2. Para los adolescentes en conflicto con la ley:
  1. Por el Lugar donde se cometió el hecho.

La Corte Suprema de Justicia también puede crear las demás instancias necesarias para el cumplimiento efectivo de las disposiciones contenidas en la respectiva Ley.

## Organización e Integración
Los Tribunales de la Niñez y la Adolescencia se organizan e integran de la siguiente forma:

### Corte Suprema de Justicia
La Corte Suprema de Justicia como tribunal superior jerárquico es competente para conocer de los recursos que le corresponden de acuerdo a la Ley de Protección Integral de la Niñez y la Adolescencia, significa que al encontrarse constituida en Tribunal de Casación es competente para conocer de este recurso y para conocer el recurso de revisión dentro todo lo relacionado del ramo de la niñez y adolescencia.

### Corte de Apelaciones
La Sala de la Corte de Apelaciones de la Niñez y Adolescencia se encarga de conocer, en segunda instancia, todos los asuntos relacionados con este ramo. Está integrada por tres magistrados titulares.

### Juzgados de Primera Instancia
En primera instancia, se encuentran los siguientes juzgados especializados en el ramo de la niñez y adolescencia:

#### Juzgados de la Niñez y la Adolescencia
Son tribunales especializados que conocen todo los asuntos en materia de protección de los derechos de la niñez y adolescencia.

#### Juzgados de Adolescentes en Conflicto con la Ley Penal
Son tribunales especializados que conocen todo los asuntos en materia de adolescentes en conflicto con la ley penal. Para comprender mejor se define a adolescentes en conflicto con la ley penal a aquel o aquella cuya conducta viole la ley penal.

#### Juzgados de Control de Ejecución de Medidas
Son tribunales especializados que conocen todo los asuntos en materia de control de ejecución de medidas o sanciones en el ramo de la niñez y la adolescencia. Los jueces serán auxiliados en sus decisiones, por el psicólogo, el pedagogo y el trabajador social del Juzgado.
El juzgado de Control de Ejecución de Sanciones es el encargado de controlar la ejecución de las sanciones impuestas al adolescente. Tendrá competencia para resolver las cuestiones o los incidentes que se susciten durante la ejecución y para controlar el cumplimiento de los objetivos fijados por esta Ley.

### Juzgados de Paz
Los jueces de Paz pueden conocer los asuntos en materia de derechos de la niñez y adolescencia, específicamente en su protección y en adolescentes en conflicto con la ley penal, siendo en esta última en primera instancia.